# Desa Wanakaya (administrativ by i Indonesien, lat -6,47, long 107,92)
Desa Wanakaya är en administrativ by i Indonesien.   Den ligger i provinsen Jawa Barat, i den västra delen av landet, 120 km öster om huvudstaden Jakarta.